# Toter Hund
 (juin 2022).
Le Toter Hund est une montagne culminant à 2 471 mètres d'altitude dans le massif des Alpes de Berchtesgaden, en Autriche.

## Géographie

### Situation

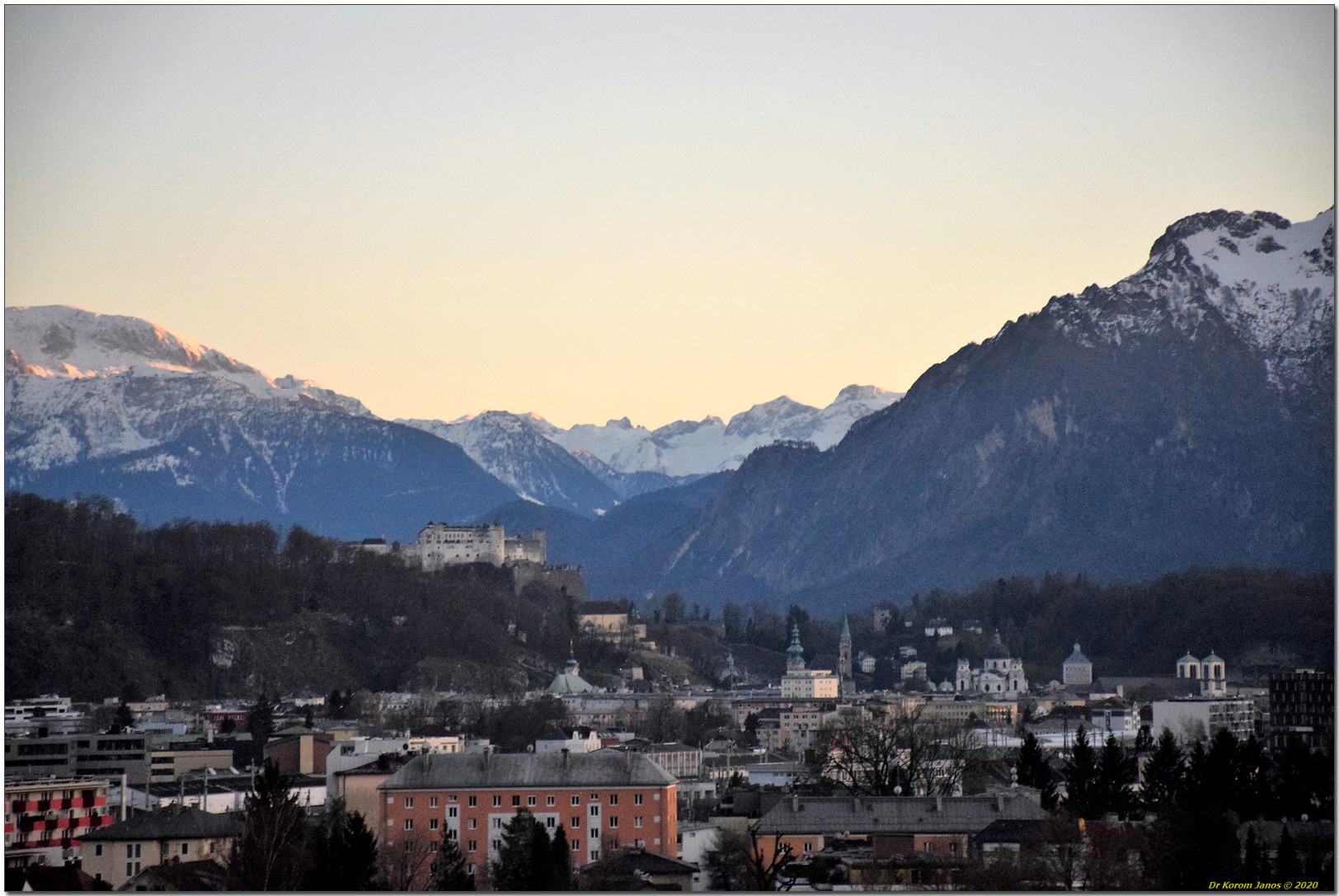
Montagnes proches de Salzbourg : on distingue le sommet du Toter Hund au troisième plan derrière et au-dessus de la forteresse de Hohensalzburg

Le sommet se situe dans le territoire de Maria Alm, à environ 400 mètres au sud-est de la frontière entre l'Allemagne et l'Autriche.